# Arul
Arul est un film d'action tamoul réalisé par Hari, sorti en 2004.
Il est interprété par Vikram, Jyothika, Vadivelu et S. K. Ravikumar.